# اکسپلویتس ولی ایر سرویسز
اکسپلویتس ولی ایر سرویسز (به انگلیسی: Exploits Valley Air Services) یک شرکت هواپیمایی با کد یاتا 8K است.
دفتر مرکزی اکسپلویتس ولی ایر سرویسز در نیوفاندلند و لابرادور واقع شده‌است و به ۵ مقصد، پرواز مستقیم انجام می‌دهد.

## مقصدهای پروازی
- نیوفاندلند و لابرادور
  - Deer Lake - فرودگاه منطقه‌ای دیر لیک
  - Gander - فرودگاه بین‌المللی گندر
  - Happy Valley – Goose Bay - سی‌اف‌بی گوس بی
  - سنت جونز، نیوفاندلند و لابرادور - فرودگاه بین‌المللی سنت جان
  - Wabush - فرودگاه وابش
- نوا اسکوشیا
  - هلیفکس، نوا اسکوشیا - فرودگاه بین‌المللی هلفکس استانفیلد
- نیوبرانزویک
  - مونکتون - فرودگاه بین‌المللی گریتر مانکتن
  - فردریکتون - فرودگاه بین‌المللی فردریکتون
  - سنت جان - فرودگاه سنت جان
- جزیره پرنس ادوارد
  - شارلوت‌تاون - فرودگاه شارلوت‌تاون